# DeJuan Blair
Pour les articles homonymes, voir Blair.
DeJuan Lamont Blair est un joueur américain de basket-ball professionnel évoluant dans l'équipe des Suns de Phoenix. Il est né le 22 avril 1989 à Pittsburgh en Pennsylvanie. Il joue au poste d'ailier fort.

## Biographie

### Jeunesse
Blair a grandi juste à côté du Pitt Campus de Pittsburgh. Alors qu'il évolue au lycée (High School), il intègre l'équipe USA Junior All-Star au cours d'une tournée en Europe. Il est même élu MVP (Most Valuable Player) lors d'un match contre la Russie espoir en marquant 25 points.
Il est le fils de Greg Blair et Shari Saddler. Cameron Saddler, un joueur de football américain de Pittsburgh, est son cousin. Son surnom est Big Fella ou Fella.

### Carrière universitaire
DeJuan Blair joue pendant deux saisons pour l'Université de Pittsburgh. Il est le premier joueur de son université à marquer 400 points et prendre 300 rebonds dès sa première année (freshman). En 2009, il participe avec son équipe au Final Four universitaire à Détroit.

### Carrière en NBA

#### Spurs de San Antonio (2009-2013)
Le 25 juin 2009, lors de la Draft 2009 de la NBA, il est choisi par les Spurs de San Antonio à la 37e place, ceci à la surprise générale puisque les prévisions le donnaient drafté dès le premier tour mais ses problèmes de santé au genou ont retenu beaucoup d'équipes. Le 17 juillet, il signe un contrat de quatre ans avec les Spurs. Pour son premier match en NBA, le 28 octobre, il réalise un double-double avec 14 points et 11 rebonds en 23 minutes contre les Hornets de La Nouvelle-Orléans, devenant le troisième rookie des Spurs, après David Robinson et Tim Duncan à réaliser un double-double pour son premier match avec l'équipe. Le 13 janvier 2010, il termine la rencontre avec 28 points et 21 rebonds en 31 minutes contre le Thunder d'Oklahoma City, devenant le premier rookie NBA depuis Tim Duncan en 1997-98 à réaliser un match à au moins 20 points et 20 rebonds. Lors du dernier match de la saison, le 14 avril 2010, il termine la rencontre avec 27 points, son record de la saison aux rebonds avec 23 prises, 4 passes décisives et 3 interceptions en 37 minutes contre les Mavericks de Dallas, devenant le premier rookie depuis Joe Smith en 1995-96 à réaliser deux matches à plus de 20 points et 20 rebonds sur la même saison. Blair participe aussi au T-Mobile Rookie Challenge à Dallas en 2010 avec l'équipe des rookies et marque 22 points et récupère 23 rebonds. C'est l'arrière des Kings de Sacramento qui remportent le titre du MVP du match mais il le partage gracieusement avec Blair. À la fin de la saison 2009-10, Blair est nommé dans le second meilleur cinq des rookies et est le seul joueur des Spurs à avoir participé à l'ensemble des 82 matches de saison régulière. Il est titulaire à 23 reprises et a des moyennes de 7,8 points et 6,4 rebonds en 18,2 minutes par match. Il est le rookie qui termine avec le meilleur pourcentage de réussite aux tirs avec 55,6% et le deuxième meilleur rebondeur. Lors du premier tour des playoffs 2010, Blair aide les Spurs à battre les Mavericks de Dallas 4 à 2 mais les Spurs vont s'incliner au second tour 4 à 0 contre les Suns de Phoenix.
Blair participe aussi au T-Mobile Rookie Challenge 2011 pour la deuxième année consécutive mais dans l'équipe des sophomores. En 2010-11, Blair dispute 81 rencontres dont 65 en étant titulaire et a des moyennes de 8,3 points, 7,0 rebonds, 1,17 interception et 1,0 passe décisive en 21,4 minutes par match. Il marque 10 points ou plus 28 fois dont deux matches à 20 points ou plus, et réalise 17 double-doubles dont 12 après le passage à l'année 2011.
En septembre 2011, Blair signe au BC Krasnye Krylya en Russie dans le NBA lockout 2011,. Il est remercié par le club le mois suivant après avoir disputé six matches. Il a joué trois matches dans la VTB League où il a des moyennes de 16 points et 6,7 rebonds par match, un match en PBL où il a marqué 14 points et pris 4 rebonds et deux matches de qualification EuroChallenge où il tourne à 8 points et 4 rebonds par match. Il retourne chez les Spurs en décembre 2011 pour la saison 2011-12 durant laquelle il a des moyennes de 9,5 points, 5,5 rebonds et 1,2 passe décisive en 64 matches.
L'arrivée de Boris Diaw et la progression de Tiago Splitter entraînent une diminution du temps de jeu de Blair, qui finit par perdre son poste de titulaire durant la saison 2012-13. Blair fait part de son mécontentement au fur et à mesure que la saison avançait et a fini par avoir un rôle mineur dans la rotation des Spurs. Les Spurs deviennent champions de la Conférence Ouest mais échouent en finale contre le Heat de Miami en sept matches.

#### Mavericks de Dallas (2013-2014)
Le 7 août 2013, Blair signe un contrat d'un an avec les Mavericks de Dallas. En 2013-14, il a des moyennes de 6,4 points, 4,7 rebonds et 15,6 minutes en 78 matches (dont 13 titularisations) avec un pourcentage de réussite de 53,4% (210 sur 393).

#### Wizards de Washington (2014-2016)
Le 16 juillet 2014, Blair est transféré aux Wizards de Washington contre les droits sur Emir Preldžič. En 2014-15, Blair participe à 29 matches, son plus petit total sur une saison (son précédent était de 61) et n'est jamais titularisé sur la saison pour la première fois en six ans de carrière. Il n'apparaît pas dans les dix matches de playoffs des Wizards et n'est pas sur la liste des joueurs actifs pour la plupart de ces rencontres.
Le 18 février 2016, Blair est transféré, avec Kris Humphries et un premier tour de draft 2016 protégé, aux Suns de Phoenix en échange de Markieff Morris. Quatre jours plus tard, il est laissé libre par les Suns.

## Statistiques

### Universitaires
| Saison   | Équipe     | Matchs | Titul. | Min./m | % Tir | % 3pts | % LF | Rbds/m. | Pass/m. | Int/m. | Ctr/m. | Pts/m. |
| -------- | ---------- | ------ | ------ | ------ | ----- | ------ | ---- | ------- | ------- | ------ | ------ | ------ |
| 2007-08  | Pittsburgh | 37     | 36     | 26,1   | 53,7  | 0,0    | 62,4 | 9,11    | 0,95    | 1,68   | 1,11   | 11,59  |
| 2008-09  | Pittsburgh | 35     | 35     | 27,2   | 59,3  | 0,0    | 60,5 | 12,34   | 1,20    | 1,54   | 0,97   | 15,71  |
| Carrière |            | 72     | 71     | 26,6   | 56,8  | 0,0    | 61,4 | 10,68   | 1,07    | 1,61   | 1,04   | 13,60  |

### Professionnels

#### Saison régulière
| Saison   | Équipe      | Matchs | Titul. | Min./m | % Tir | % 3pts | % LF | Rbds/m. | Pass/m. | Int/m. | Ctr/m. | Pts/m. |
| -------- | ----------- | ------ | ------ | ------ | ----- | ------ | ---- | ------- | ------- | ------ | ------ | ------ |
| 2009–10  | San Antonio | 82     | 23     | 18,2   | 55,6  | 0,0    | 54,7 | 6,41    | 0,79    | 0,61   | 0,48   | 7,78   |
| 2010–11  | San Antonio | 81     | 65     | 21,4   | 50,1  | 0,0    | 65,7 | 6,98    | 0,95    | 1,17   | 0,52   | 8,32   |
| 2011–12  | San Antonio | 64     | 62     | 21,3   | 53,4  | 0,0    | 61,3 | 5,48    | 1,22    | 0,92   | 0,19   | 9,55   |
| 2012–13  | San Antonio | 61     | 16     | 14,0   | 52,4  | 0,0    | 62,9 | 3,77    | 0,74    | 0,61   | 0,16   | 5,38   |
| 2013–14  | Dallas      | 78     | 13     | 15,6   | 53,4  | 0,0    | 63,6 | 4,72    | 0,90    | 0,77   | 0,27   | 6,37   |
| 2014–15  | Washington  | 29     | 0      | 6,2    | 45,6  | 0,0    | 66,7 | 1,93    | 0,10    | 0,24   | 0,03   | 1,93   |
| 2015–16  | Washington  | 29     | 0      | 7,5    | 41,2  | 0,0    | 38,5 | 1,97    | 0,38    | 0,28   | 0,07   | 2,10   |
| Carrière |             | 424    | 179    | 16,6   | 52,4  | 0,0    | 60,8 | 5,08    | 0,82    | 0,75   | 0,30   | 6,76   |

#### Playoffs
| Saison   | Équipe      | Matchs | Titul. | Min./m | % Tir | % 3pts | % LF | Rbds/m. | Pass/m. | Int/m. | Ctr/m. | Pts/m. |
| -------- | ----------- | ------ | ------ | ------ | ----- | ------ | ---- | ------- | ------- | ------ | ------ | ------ |
| 2010     | San Antonio | 10     | 0      | 9,1    | 50,0  | 0,0    | 55,6 | 3,90    | 0,50    | 0,50   | 0,40   | 3,70   |
| 2011     | San Antonio | 4      | 0      | 12,6   | 33,3  | 0,0    | 60,0 | 3,25    | 0,50    | 0,00   | 0,25   | 4,25   |
| 2012     | San Antonio | 10     | 0      | 7,6    | 63,0  | 0,0    | 50,0 | 2,30    | 0,20    | 0,30   | 0,10   | 3,70   |
| 2013     | San Antonio | 12     | 0      | 6,4    | 61,8  | 0,0    | 55,6 | 2,00    | 0,58    | 0,42   | 0,08   | 3,92   |
| 2014     | Dallas      | 6      | 0      | 13,4   | 59,3  | 0,0    | 61,5 | 6,17    | 0,17    | 2,00   | 0,00   | 6,67   |
| Carrière |             | 42     | 0      | 8,9    | 54,6  | 0,0    | 57,1 | 3,24    | 0,40    | 0,60   | 0,17   | 4,24   |

## Records personnels et distinctions
Les records personnels de DeJuan Blair, officiellement recensés par la NBA sont les suivants :
| Type de statistique        | Saison régulière | Saison régulière                         | Saison régulière                  | Playoffs | Playoffs                                    | Playoffs                    |
| Type de statistique        | Record           | Adversaire                               | Date                              | Record   | Adversaire                                  | Date                        |
| -------------------------- | ---------------- | ---------------------------------------- | --------------------------------- | -------- | ------------------------------------------- | --------------------------- |
| Points                     | 28               | 3 fois                                   |                                   | 13       | @ Lakers de Los Angeles                     | 26 avril 2013 28 avril 2013 |
| Paniers marqués            | 14               | @ Raptors de Toronto                     | 9 février 2011                    | 6        | @ Lakers de Los Angeles                     | 26 avril 2013 28 avril 2013 |
| Paniers tentés             | 21               | 3 fois                                   |                                   | 10       | Spurs de San Antonio                        | 2 mai 2014                  |
| Paniers à 3 points réussis |                  |                                          |                                   |          |                                             |                             |
| Paniers à 3 points tentés  | 1                | 9 fois                                   |                                   |          |                                             |                             |
| Lancers francs réussis     | 7                | Jazz de l'Utah @ Hawks d'Atlanta         | 31 décembre 2011 29 novembre 2013 | 4        | @ Mavericks de Dallas Spurs de San Antonio  | 27 avril 2010 2 mai 2014    |
| Lancers francs tentés      | 13               | Jazz de l'Utah                           | 31 décembre 2011                  | 7        | Spurs de San Antonio                        | 2 mai 2014                  |
| Rebonds offensifs          | 10               | @ Thunder d'Oklahoma City                | 13 janvier 2010                   | 5        | 4 fois                                      |                             |
| Rebonds défensifs          | 15               | @ Mavericks de Dallas                    | 14 avril 2010                     | 9        | Spurs de San Antonio                        | 2 mai 2014                  |
| Rebonds totaux             | 23               | @ Mavericks de Dallas                    | 14 avril 2010                     | 14       | Spurs de San Antonio                        | 2 mai 2014                  |
| Passes décisives           | 5                | Warriors de Golden State @ Heat de Miami | 19 mars 2010 15 novembre 2013     | 3        | @ Lakers de Los Angeles                     | 26 avril 2013               |
| Interceptions              | 5                | Lakers de Los Angeles                    | 5 novembre 2013                   | 4        | @ Spurs de San Antonio Spurs de San Antonio | 23 avril 2014 2 mai 2014    |
| Contres                    | 3                | 5 fois                                   |                                   | 1        | 7 fois                                      |                             |
| Balles perdues             | 6                | Hawks d'Atlanta                          | 25 janvier 2012                   | 2        | Spurs de San Antonio                        | 26 avril 2014 2 mai 2014    |
| Minutes jouées             | 42               | Knicks de New York                       | 21 janvier 2011                   | 29       | Spurs de San Antonio                        | 2 mai 2014                  |

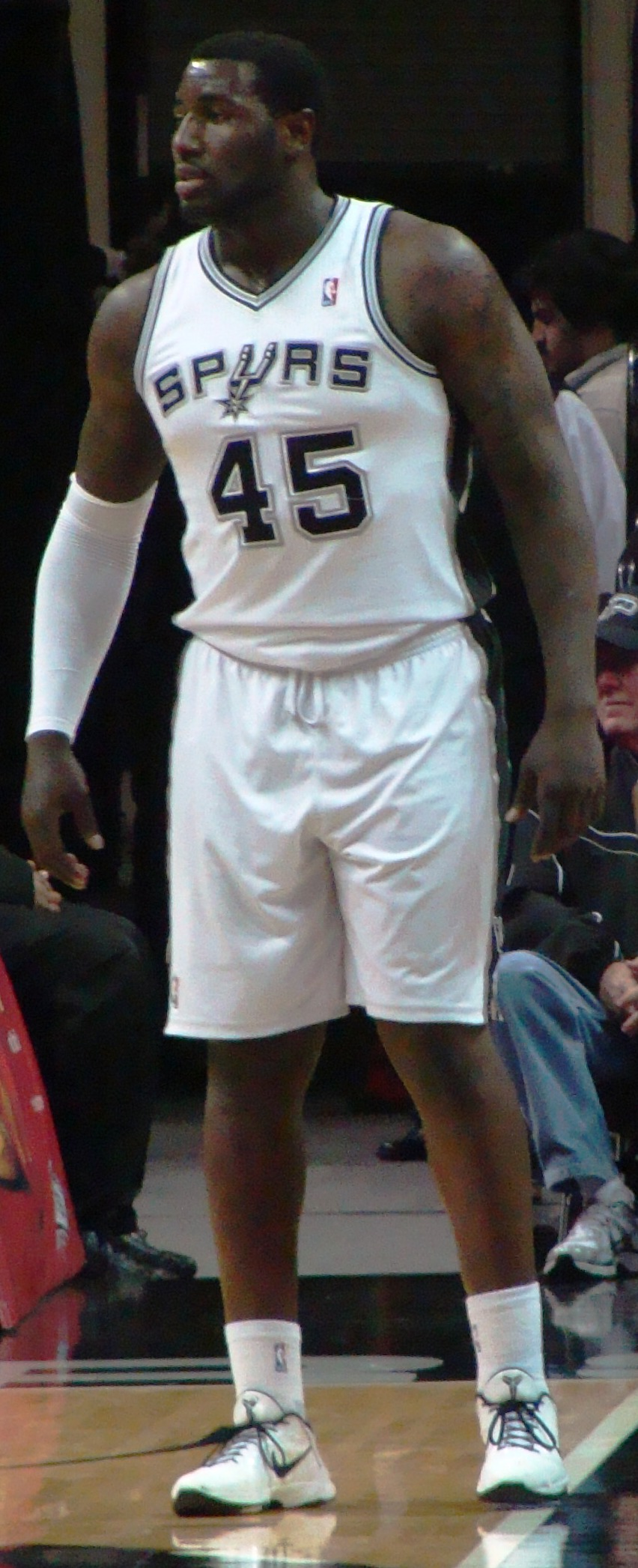
DeJuan Blair en décembre 2010.

- Double-double : 38 (dont 2 en playoffs) (au terme de la saison 2015/2016)
- Triple-double : aucun.

## Palmarès
- Champion de la Conférence Ouest en 2013 avec les Spurs de San Antonio.
- Champion de la Division Southwest en 2011, 2012 et 2013 avec les Spurs de San Antonio.

## Salaires
| Année       | Équipe    | Salaire     |
| ----------- | --------- | ----------- |
| 2009-2010   | Spurs     | 850 000 $   |
| 2010-2011   | Spurs     | 918 000 $   |
| 2011-2012*  | Spurs     | 986 000 $   |
| 2012-2013   | Spurs     | 1 054 000 $ |
| 2013-2014   | Mavericks | 947 907 $   |
| 2014-2015   | Wizards   | 2 000 000 $ |
| Total Gains |           | 6 755 907 $ |
| 2015-2016   | Suns      | 2 000 000 $ |
| 2016-2017   | Suns      | 2 000 000 $ |

Note : * En 2011, le salaire moyen d'un joueur évoluant en NBA est de 5 150 000 $.